# Cyathula coriacea
Cyathula coriacea là loài thực vật có hoa thuộc họ Dền. Loài này được Schinz mô tả khoa học đầu tiên năm 1931.